# 유키시로 호노카
유키시로 호노카(일본어: 雪城 ほのか, 한국명:백시연)는 토에이 애니메이션의 프리큐어 시리즈 《빛의 전사 프리큐어》와 그 후속작인 《프리큐어 Max Heart》에 등장하는 캐릭터이다. 애니메이션에서 목소리를 연기한 성우는 일본판은 유카나, 한국판은 박소라이다.

## 프로필
※ 일본판 / 한국판 順
| 이름                 | 유키시로 호노카(雪白 ほのか) / 백시연                                         |
| 성별                 | 여자                                                                          |
| 생년월일             | 1990년 4월 4일                                                                |
| 별자리               | 양자리                                                                        |
| 혈액형               | B형                                                                           |
| 신분                 | 학생                                                                          |
| 소속                 | 벨로네 학원 여자 중등부 과학부                                                |
| 가족관계             | 할머니(유키시로 사나에), 아버지(유키시로 타로), 어머니(유키시로 아야), 츄타로 |
| 변신명               | 큐어 화이트(Cure White)                                                       |
| 퍼스널 컬러          | 흰색                                                                          |
| 등장 프리큐어 시리즈 | 빛의 전사 프리큐어 & 프리큐어 MaxHeart                                        |

## 인물 소개
벨로네 학원 여자 중등부 2학년생인 검은 생머리의 단정하고 청초한 미소녀. 키는 나기사보다 약간 더 크다. 두뇌가 명석하여 항상 반에서 일등을 하며 학급반장과 과학부 동아리에 부장을 맡고 있는 팔방미인 우등생. 그 모습 덕분에 남학생들로부터 한달에 한 두통의 러브레터를 받을 정도로 인기가 높고 학생들의 선망과 존경을 받고있다. 부모님은 해외에서 아트딜러를 하고 있으며, 일본식 저택에서 할머니와 애완견 츄타로와 함께 살고 있다.
평소에는 조용하고 얌전하며 나기사의 대담한 행동에 휩쓸리는 경우가 많지만 실은 화나게 하면 무섭고 잘못된 것은 반드시 바로잡아야 하는 단호하고 분명하게 말하는 성격. 우연히 보석상에 침입한 강도에게 설교를 하여 회개하게 만드는 대범함도 보인다.
똑부러지고 호기심이 왕성하며 아는게 많아서 '온축여왕(薀蓄女王)'이라는 별명을 가졌지만, 한편으로는 과학부에서 뭔가 독창적인 실험을 실시하는 등 괴짜스러운 면도 지니고 있다.
이과 특기생으로 존경하는 위인도 아인슈타인이다.

## 큐어 화이트
"빛의 전사! 큐어 화이트!!" (일본어: 光の使者！キュアホワイト！！)
카드 컴뮨이 된 밋플의 힘으로 변신한 모습. 이미지 색은 흰색.
특징
긴머리에서 파란색 하트가 달린 하늘색 리본으로 반만 묶어 올린다. 의상은 파라솔같은 스커트모양의 짧은 흰색 드레스. 전투복의 기본 테마색은 흰색이며 중간중간 하늘색을 곁들였다. 전반적으로 부드럽고 나긋한 이미지.
전투 스타일
큐어 블랙과 달리 테크닉을 위주로 한 발차기 공격이 특기다. 여린 이미지와 달리 블랙의 맞먹는 전투력과 괴력을 가졌다
아이템
- 레인보우 브레이스
- 스파클 브레이스

큐어 블랙과 2인 합체 필살기
- 프리큐어 마블 스크류
- 프리큐어 레인보우 세라피
- 프리큐어 레인보우 스톰
- 프리큐어 마블 스크류 맥스 (MH)
- 프리큐어 마블 스크류 맥스 스파크 (MH)

큐어 블랙, 샤이니 루미너스와 3인 합체 필살기
- 에키스트림 루미나리오
- 에키스트림 루미나리오 맥스